# Groseillier des Barbades
Pereskia aculeata
Espèce
Synonymes
- Pereskia aculeata var. godseffiana
(hort. ex Gard.Chron.) Backeberg &
 F.M.Knuth ex Krainz
- Pereskia pereskia (L.) Karst.
- Cactus pereskia L.

Classification phylogénétique
Statut de conservation UICN

 LC  : Préoccupation mineure
Statut CITES
Le groseillier des Barbades (Pereskia aculeata) est une espèce de cactus du genre Pereskia répandue dans presque toute l’Amérique latine, de la Floride au Paraguay, jusqu'à 1 000 m d'altitude.

## Description

### Aspect général
L'espèce se présente comme un arbuste grimpant ou liane de 3 à 10 m de haut s’appuyant sur la végétation alentour puis retombant.

### Ecorce
L'écorce est verte puis passe au marron tout en se craquelant.

### Feuilles
Les feuilles sont de taille moyenne, très faiblement succulentes, lancéolées ou ovales, voire presque rondes (4,5–11 cm de long pour 1,5–5 cm de large), avec deux épines en crochet (caractéristique de l’espèce). Le pétiole en est court et la nervure centrale de la feuille est proéminente du côté envers.

### Aréoles
Les aréoles portent de 1 à 3 épines recourbées en crochet, aplaties et plus ou moins fines.
Lorsque les aréoles vieillissent elles peuvent comporter jusqu'à 25 épines droites de 10 à 35 mm de long.

### Fleurs
Les fleurs sont d'une couleur blanchâtres à rose très pâle; elles sont de taille moyenne (2,5–5 cm de diamètre), terminales ou latérales. Elles se groupent en groupées en inflorescences de 70 et plus. Elles sont odorantes.

### Fruits
Les fruits sont de petite taille (1,5 à 2,5 cm de diamètre), globuleux, charnus, épineux, de couleur jaune à orange. Ils sont comestibles. Les graines sont de forme lenticulaire et de couleur noire (5 mm).

## Caractère envahissant
En Nouvelle-Calédonie, le Code de l'environnement de la Province Sud interdit l’introduction dans la nature de cette espèce ainsi que sa production, son transport, son utilisation, son colportage, sa cession, sa mise en vente, sa vente ou son achat.

## Taxonomie
Pereskia aculeata fut décrit pour la première fois en latin par le Père Charles Plumier, religieux de l'ordre des Minimes en 1703 dans son ouvrage "Nova Plantarum Americanarum Genera", page 35 .
Les règles internationales de la taxonomie fixant comme point de départ de la reconnaissance des descriptions botaniques l’invention de la taxonomie binomiale par Linné, le nom de Plumier ne figure pas comme auteur initial.
De ce fait, l'auteur officiel de Pereskia aculeata est Philip Miller qui en fera une description dans la 8e édition de son "The Gardeners Dictionary" en 1768.

## Variétés
- Pereskia aculeata var. godseffiana, variété à feuilles pourpres. Probablement d'origine horticole.

## Synonymes
cf: "The Plant List" 23 avril 2012 :
- Cactus lucidus Salisb.
- Cactus pereskia L.
- Pereskia aculeata var. godseffiana (hort.) F.M. Knuth.
- Pereskia aculeata var. lanceolata Pfeiff.
- Pereskia aculeata v. longispina (Haworth) De Candolle
- Pereskia aculeata var. rotundifolia Pfeiff.
- Pereskia aculeata f. rubescens (Houghton) Krainz
- Pereskia aculeata var. rubescensPfeiff.
- Pereskia foetens Speg.
- Pereskia fragrans Lem.
- Pereskia godseffiana hort.
- Pereskia longispina Haw.
- Pereskia pereskia (L.) H.Karst.
- Pereskia rubescens Houghton
- Pereskia undulata Lem.

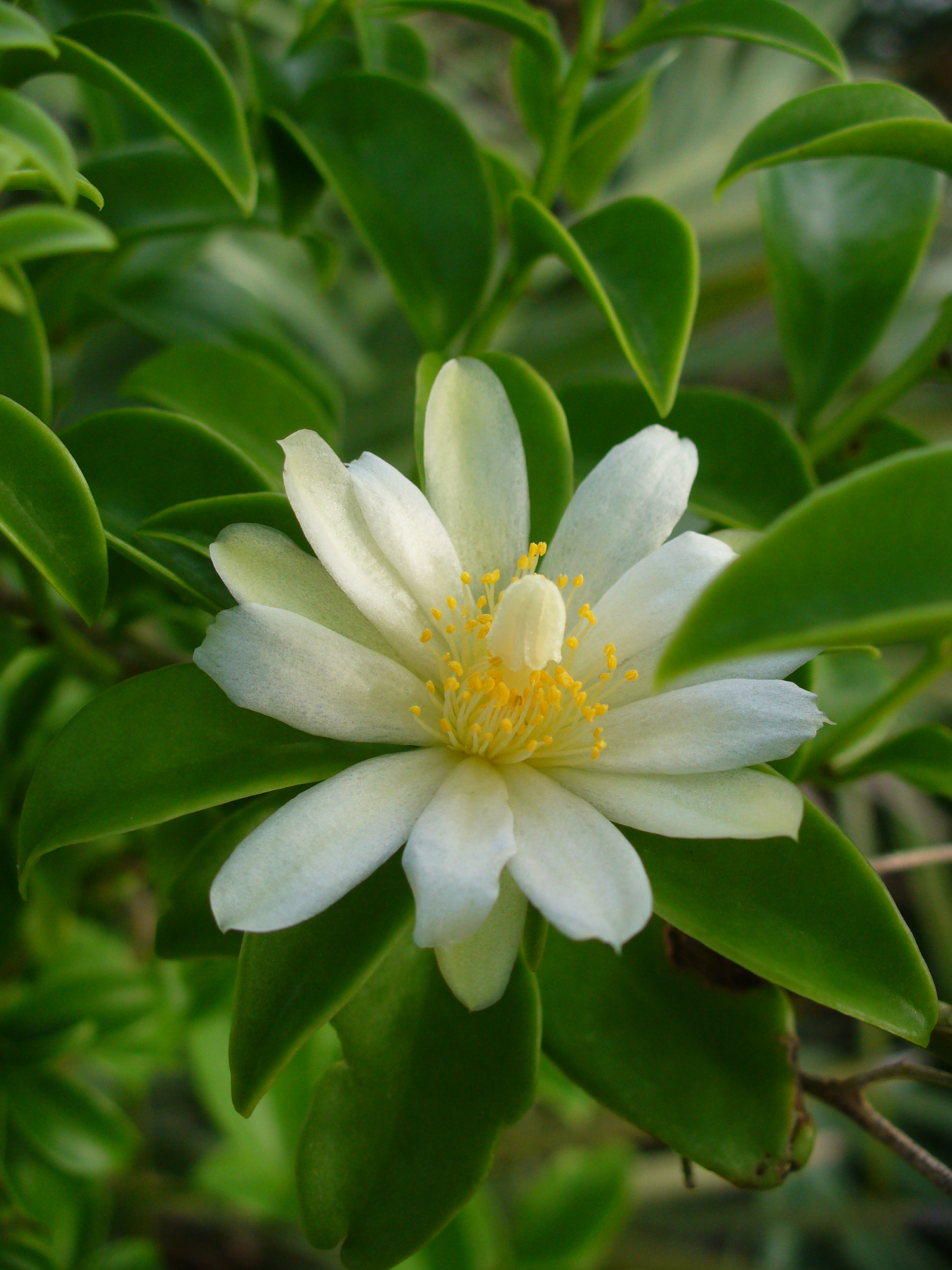
Fleur de Pereskia aculeata
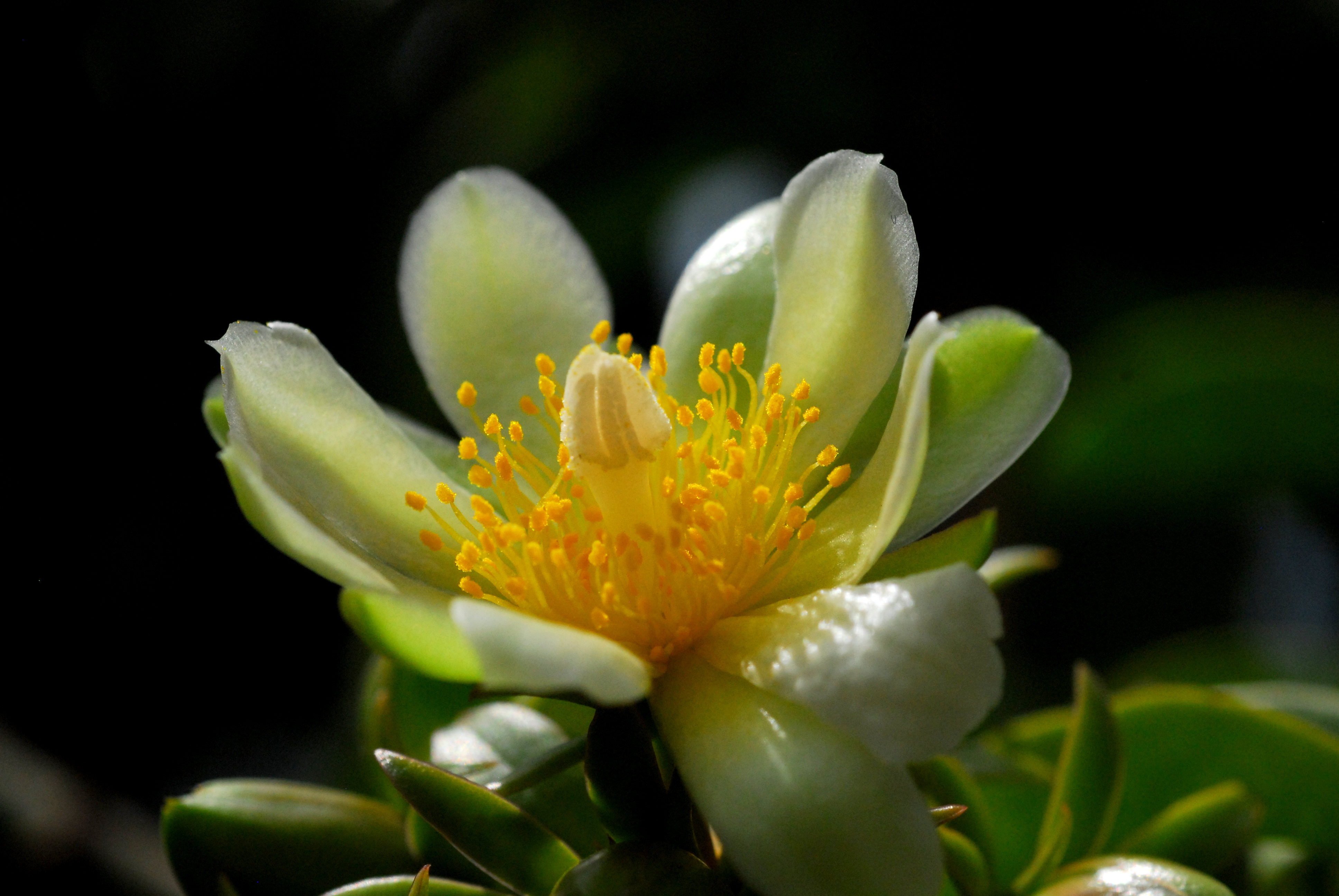
Fleur de Pereskia aculeata
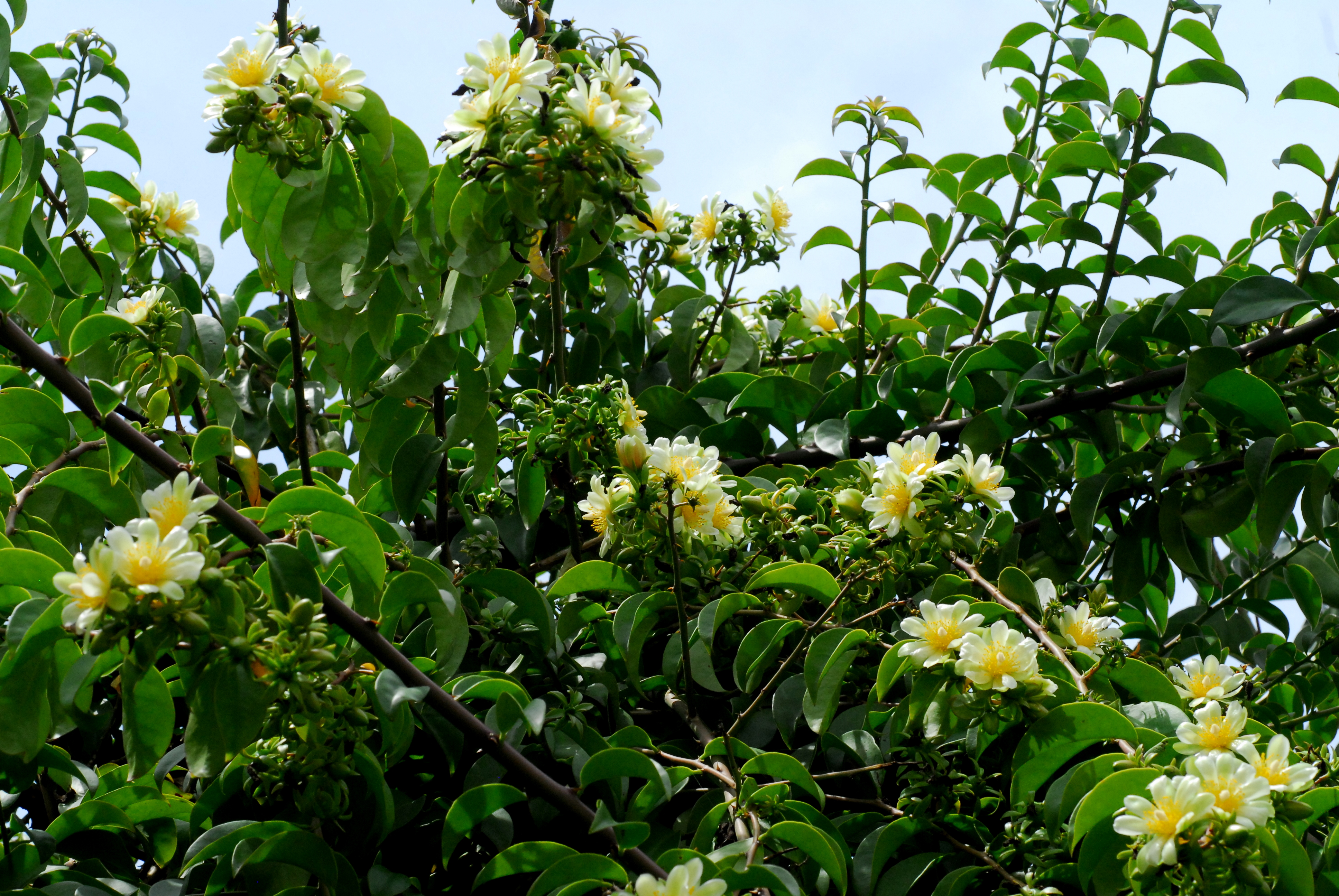
Buisson de Pereskia aculeata
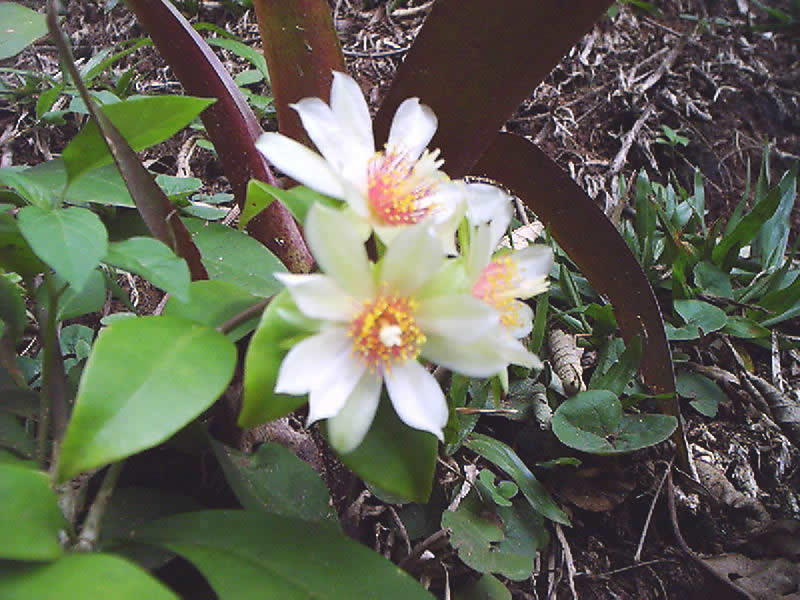
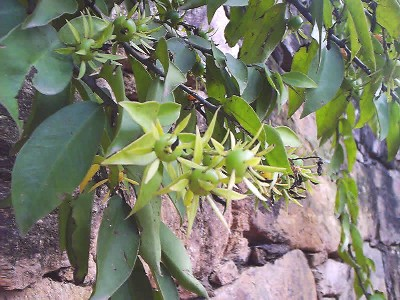
Fruit de Pereskia aculeata

## Utilisation

### Alimentaire
Le groseillier des Barbades est nutritivement intéressant :
- Ses feuilles constituent une source de protéines (elles en contiennent de 17 à 25 % dont 85 % assimilables), de vitamines A, B et C, calcium, fer, lysine, magnésium et phosphore. Elles peuvent être mangées en salade, soupe, légumes cuits, et entre dans la composition de l'angú.
- Ses fruits, sont comestibles et peuvent être préparés en conserve ou en confiture.

### Médicinale
- Pereskia aculeata a des propriétés anti-inflammatoires et pourrait également servir à soigner les brûlures.

### Arboricole
Il est souvent utilisé comme porte-greffe.

## Étymologie
- Le nom de genre, Pereskia, honore l'astronome français Nicolas-Claude Fabri de Peiresc (1580-1637).
- aculeata, du latin aculeus, signifie « pourvu d'un aiguillon ».